# Waghatin
Waghatin – wieś w Armenii, w prowincji Sjunik. W 2011 roku liczyła 593 mieszkańców.